# Clarotes laticeps
Clarotes laticeps és una espècie de peix de la família dels claroteids i de l'ordre dels siluriformes.

## Morfologia
- Els mascles poden assolir 80 cm de longitud total[5] i 10 kg de pes.[6][7]

## Alimentació
Menja crustacis, insectes, mol·luscs i peixos.

## Hàbitat
És un peix d'aigua dolça i de clima tropical (20 °C-26 °C).

## Distribució geogràfica
Es troba a Àfrica: llac Txad i rius Nil, Níger, Senegal, Bénoué i Volta.